# Landesarbeitsgemeinschaft der Gedenkstätten und Gedenkstätteninitiativen in Baden-Württemberg
Der Landesarbeitsgemeinschaft der Gedenkstätten und Gedenkstätteninitiativen in Baden-Württemberg (LAGG) ist eine Arbeitsgemeinschaft, die Gedenkstätten und Gedenkstätteninitiativen in Baden-Württemberg vertritt und die Zusammenarbeit zwischen den Gedenkstätten fördert. Im Jahr 1995 wurde sie von 20 Gedenkstätten gegründet. Heute sind mehr als 80 Gedenkstätten in der LAGG vertreten (Stand 2024).

## Aufgaben und Zusammenarbeit
Zu den Zielen der LAGG gehören die Förderung der Zusammenarbeit zwischen Gedenkstätteneinrichtungen und die Erinnerung an Verfolgung und Widerstand während der NS-Zeit. Die Dachorganisation vertritt gegenüber dem Land Baden-Württemberg und den Kommunen die gemeinsamen Interessen ihrer Mitglieder.
Die LAGG arbeitet gemäß ihrer Geschäftsordnung eng mit der Landeszentrale für politische Bildung Baden-Württemberg zusammen. Die Website Gedenkstätten in Baden-Württemberg, die Informationen über die einzelnen Gedenkstätten und die LAGG bereitstellt, wird von der Landeszentrale für politische Bildung betrieben.
Die LAGG ist operativer Partner beim Erinnerungsort Hotel Silber in Stuttgart und beim Europäischen Tag der Jüdischen Kultur im Elsass und in Baden-Württemberg.
Einige der Mitglieder der LAGG kooperieren auch im Rahmen anderer, kleiner Verbünde. Ein Beispiel ist der im Jahr 2010 gegründete Gedenkstättenverbund Gäu-Neckar-Alb. 12 Gedenkstätten, die LAGG-Mitglieder sind, gründeten im Jahr 2016 den Verbund der Gedenkstätten im ehemaligen KZ-Komplex Natzweiler.

## Sprecherrat
Der Sprecherrat repräsentiert die Gedenkstätten und Gedenkstätteninitiativen der LAGG. Die acht Mitglieder werden alle zwei Jahre neu gewählt.
Bei der Neuwahl im April 2024 wurden folgende Personen in den Sprecherrat gewählt:
- Andrea Dettling (Träger- und Förderverein Ehemalige Synagoge Rexingen e.V.)
- Gertrud Graf (Denkstättenkuratorium NS-Dokumentation Oberschwaben)
- Jost Grosspietsch (Freundeskreis Ehemalige Synagoge Sulzburg)
- Felix Köhler (KZ-Gedenkstätte Vaihingen/Enz e.V.)
- Luisa Lehnen (Lernort Kislau e.V.)
- Thomas Stöckle (Gedenkstätte Grafeneck)
- Martin Ulmer (Geschichtswerkstatt Tübingen e.V.)
- Nicola Wenge (Dokumentationszentrum Oberer Kuhberg KZ-Gedenkstätte)